# Angelo Antonucci
Angelo Antonucci (* 23. August 1970 in Caserta) ist ein italienischer Filmregisseur.

## Leben
Antonucci schloss mit einer Arbeit über filmische und Fernseh-Kommunikation sein Studium der Philosophie an der Universität Neapel ab und volontierte bei verschiedenen Projekten. Bereits 1994 inszenierte er seinen ersten eigenen Film, der aber kaum Distribution erhielt. Nach einem vom Fernsehpublikum positiv aufgenommenen Zweitwerk gelang ihm mit Sotto il cielo ein Kritikererfolg bei Festivals; einen Verleih fand jedoch auch dieser Film nicht. 2006 gewann er mit Amore e libertà das Salerno International Film Festival. Sein bislang letzter Film behandelt das Thema Bulimie. Der Film Amore e libertà Masaniello ist sehr erfolgreich auf dem nationalen Netzwerk RAI 2. Der Film Nient'altro che noi hatte über 150.000 Kinozuschauer.
Antonucci arbeitete auch für das Theater.

## Filmografie
- 1995: Strade – Le scelte della vita
- 1998: Dio ci ha creato gratis (TV)
- 2001: Sotto il cielo
- 2006: Amore e libertà – Masaniello
- 2008: Nient'altro che noi
- 2010: Vorrei averti qui
- 2011: Impepata di nozze
- 2012: Con tutto l'amore che ho
- 2015: Camminando nel cielo